# Pét Nat

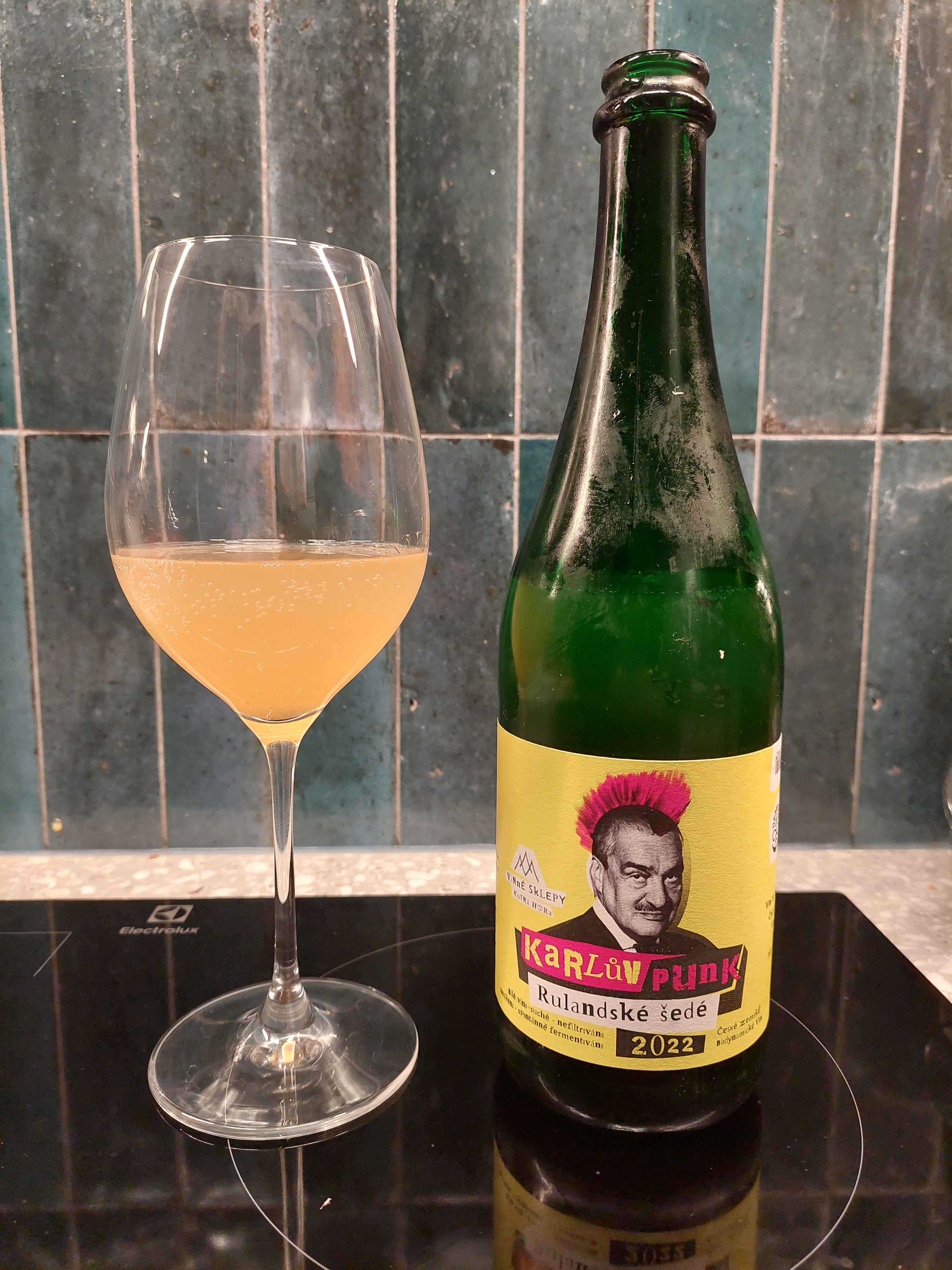
Czeski Pét Nat ze szczepu pinot gris.

Pét Nat (z fr. pétillant naturel) – wino musujące. Wino produkowane najstarszą metodą produkcji win musujących (fr. méthode ancestrale), która polega na butelkowaniu pod koniec pierwszej fermentacji. Dzięki temu wino jest naturalnie gazowane dwutlenkiem węgla powstałego z resztek cukru. Wina te potrafią bardzo różnić się kolorem, smakiem, poziomem stężenia CO2. Większość Pét Natów to wina naturalne, czasami również biodynamiczne.